# Philippe Tondre
Philippe Tondre (Mulhouse, 1989) es un oboísta clásico franco-británico. Desde 2020 es oboísta principal de la Orquesta de Filadelfia y desde 2022 es profesor de oboe en el Instituto de Música Curtis.

## Biografía
A los seis años comenzó a estudiar oboe en la clase de Yves Cautrès en la Escuela Nacional de Música de Mulhouse antes de ingresar en el Conservatorio de París con David Walter, donde obtuvo su premio de oboe y su maestría en interpretación musical. También recibió lecciones de Heinz Holliger, Maurice Bourgue, Jacques Tys, Jean-Louis Capezzali e Ingo Goritzki.

## Carrera
Durante sus estudios formó parte de la Joven orquesta francesa y la Joven Orquesta Gustav Mahler bajo la dirección de Sir Colin Davis y Herbert Blomstedt. A los dieciocho años fue nombrado oboe solista de la Orquesta Sinfónica de la Radio de Stuttgart (Südwestrundfunk) bajo la dirección de Sir Roger Norrington y Georges Prêtre, cargo que ocupó de 2008 a 2016. Con 19 años, fue descubierto por Seiji Ozawa en Japón y en 2010 se convirtió en miembro de la Orquesta Saito Kinen de Matsumoto y posteriormente, en 2012, de la Orquesta de Cámara Mito  bajo su dirección. Como oboe solista invitado, Philippe Tondre ha actuado regularmente con la Orquesta Real del Concertgebouw de Ámsterdam, la Orquesta Filarmónica de Radio Francia y la Orquesta Sinfónica de la Radio de Berlín .

En 2013, Tondre interpretó con su orquesta el estreno alemán del concierto para oboe de James MacMillan bajo la dirección del propio compositor en Stuttgart. En junio del mismo año tuvo lugar su "Debüt Konzert" en la Orquesta Filarmónica de Berlín con la Deutsche Sinfonie Orchester Berlin. Compartió con Jacques Zoon el estreno japonés del Doble Concierto de György Ligeti con la orquesta de Seiji Ozawa en Matsumoto en 2013 y participó en el programa ARTE "Estrellas del mañana" presentado por Rolando Villazón en Berlín. También imparte numerosas masterclases por todo el mundo.
En 2015 se incorpora a la Orquesta del Festival de Budapest como oboe principal bajo la batuta de Ivan Fischer y un año después pasa a ser oboe solista en la Gewandhaus de Leipzig con Andris Nelsons, cargo que ocupará una temporada antes de decidir regresar a Stuttgart, reincorporándose a la nueva denominación "Orquesta Sinfónica SWR" actualmente dirigida por Teodor Currentzis. Philippe Tondre es profesor en la Hochschule für Musik Saar desde 2015, convirtiéndose en uno de los profesoresmás jóvenes del territorio alemán. Desde marzo de 2019 es el Oboe principal de la Orquesta de Cámara de Europa, sucediendo a Douglas Boyd, Francois Leleux y Kai Frömbgen. 
Es nombrado, al final del proceso de contratación que finalizó el domingo 13 de octubre de 2019, oboe principal de la Orquesta de Filadelfia, a la que se incorporará para los festivales de verano y luego el 14 de septiembre de 2020 para la temporada 2020-2021, tras la jubilación de Richard Woodhams. Perpetúa así, siguiendo a Marcel Tabuteau, que ocupó el mismo cargo de 1915 a 1954, la tradición de la presencia de la escuela francesa de oboe en Filadelfia. Philippe Tondre fue nombrado profesor de Oboe en el Instituto de Música Curtis en abril de 2022, a partir del año escolar 2022-2023, sucediendo allí también a Woodhams. 
Desde 2020, Tondre participa en el desarrollo del nuevo modelo de oboe "Légende" del fabricante francés de instrumentos de viento Buffet Crampon. Due nombrado jefe de investigación y desarrollo del departamento de oboe de la marca durante el verano de 2022. En junio de ese mismo año marcó su debut en el Carnegie Hall de Nueva York, interpretando dos conciertos de Johann Sebastian Bach con la Orquesta de St Lukes.

## Premios
Tondre es el ganador de todos los principales concursos internacionales dedicados al oboe: tercer premio y premio Gustav Mahler en el Concurso Internacional de Música de Primavera de Praga,  primer premio en el concurso Gillet-Fox de la International Double Reed Society en los Estados Unidos, segundo Premio en el Concurso Internacional de Japón organizado por la Fundación Sony Music y Tercer Premio en el Concurso Internacional de música de Ginebra . En septiembre de 2011 ganó el 60º Concurso Internacional de Música ARD en Munich, así como tres premios especiales, incluido el Premio del Público y el Premio a la mejor interpretación de la obra de Liza Lim compuesta para el concurso, "Gyfu".  Al año siguiente, en septiembre de 2012, tras su concierto en el Festival Internacional de Bonn, recibió el Anillo Beethoven, convirtiéndose en el primer oboísta en recibir este prestigioso galardón, que anteriormente había sido otorgado a grandes músicos como Gustavo Dudamel, Julia Fischer y Lisa Batiashvili.